# Ribamontán al Monte
Ribamontán al Monte és un municipi de la Comunitat Autònoma de Cantàbria. Limita al nord amb Ribamontán al Mar i Bareyo, a l'oest amb Marina de Cudeyo, al sud amb Entrambasaguas i a l'est amb la Hazas de Cesto, Meruelo i Solórzano. Està situat en la comarca de Trasmiera.

## Localitats
- Anero, 451 habitants en 2006 (INE).
- Cubas, 190 hab.
- Hoz de Anero (Capital), 654 hab.
- Liermo, 26 hab.
- Omoño, 179 hab.
- Las Pilas, 53 hab.
- Pontones, 164 hab.
- Villaverde de Pontones, 329 hab.

## Demografia
| 1900  | 1910  | 1920  | 1930  | 1940  | 1950  | 1960  | 1970  | 1980  | 1990  | 2000  | 2007  |
| ----- | ----- | ----- | ----- | ----- | ----- | ----- | ----- | ----- | ----- | ----- | ----- |
| 2.132 | 2.111 | 2.273 | 2.552 | 2.771 | 2.873 | 2.514 | 2.358 | 2.144 | 2.141 | 1.991 | 2.065 |

Font: INE

## Administració
| Eleccions municipals, 23 de maig de 2003 |      |        |          |
| Partit                                   | Vots | %      | Regidors |
| PP                                       | 666  | 47,61% | 6        |
| PRC                                      | 319  | 22,80% | 3        |
| PSOE                                     | 181  | 12,94% | 1        |
| Ucn                                      | 152  | 10,86% | 1        |

| Eleccions municipals, 27 de maig de 2007 |      |        |          |
| Partit                                   | Vots | %      | Regidors |
| PP                                       | 1021 | 72,16% | 9        |
| PSOE                                     | 184  | 13%    | 1        |
| PRC                                      | 181  | 12,79% | 1        |